# Tyrannochthonius butleri
Tyrannochthonius butleri är en spindeldjursart som beskrevs av Harvey 1991. Tyrannochthonius butleri ingår i släktet Tyrannochthonius och familjen käkklokrypare. Inga underarter finns listade i Catalogue of Life.